# شهرستان فورسایت (جورجیا)
شهرستان فورسایت، جورجیا (به انگلیسی: Forsyth County, Georgia) یک سکونتگاه مسکونی در ایالات متحده آمریکا است که در جورجیا واقع شده‌است.